# غدة زمكية

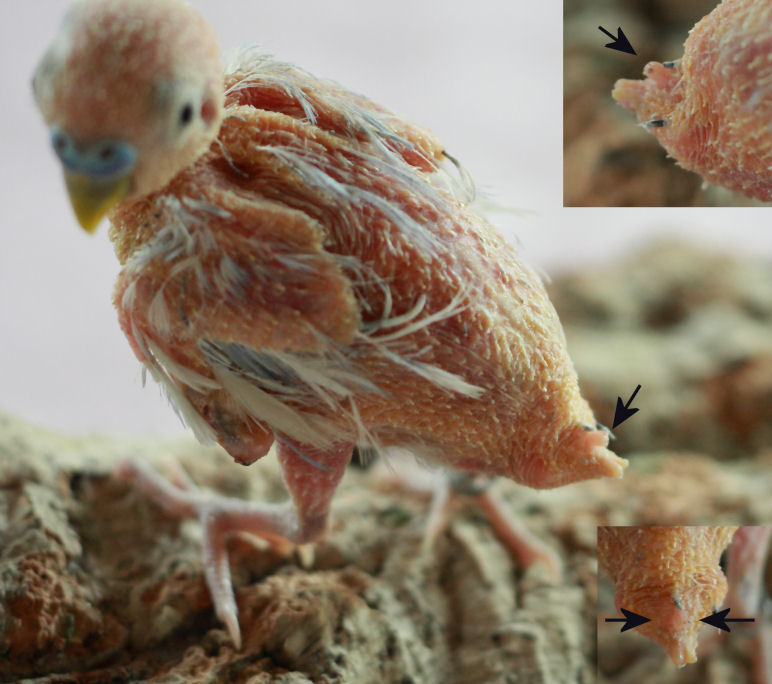
موقع الغدة الزمكيَّة في طائر درة

الغُدَّة الزِّمِكِّيّة  أو الغُدَّة الدُّبُرِيَّة أو الغُدَّة الزَّيتِيَّة هي غُدَّةٌ دُهنيَّةٌ ثُنائيَّةُ الفُصوص تملكُها أغلبُ الطُّيور تُستخدم لِتوزيع زيت الغُدَّة عبر الرِّيش عن طريق التَّنظيف. يقع ظهرًا عند قاعدة الذِّيل (بين الفقرة الذَّيليَّة الرَّابعة والمحراثية) وهو متغير بشكل كبير في كل من الشكل والحجم. في بعض الأنواع، تحتوي فتحة الغدة على خصلة صغيرة من الريش لتوفير فتيل للزيت الجاهز. إنها غدة منفرزة محاطة بكبسولة نسيج ضام مكونة من أسيني غدي يودع إفراز الزيت في أنبوب تجميع مشترك ينتهي بعدد متغير من المسام (فتحات)، في الغالب اثنتان. يحوي كل فص تجويف مركزي يجمع الإفراز من الأنابيب المرتبة شعاعيًّا حول التجويف. ينتقل إفراز الغدة إلى السطح عن طريق قنوات مفتوحة، في معظم الأنواع، في الجزء العلوي من حليمة (بنية تشبه الحلمة).